# 귀인 장씨
귀인 장씨(貴人 張氏, 1838년 10월 12일 ~ 1887년 10월 14일)는 조선 고종의 후궁이다. 본관은 덕수(德水)이다.

## 생애
대한제국 고종의 후궁. 본관은 덕수로, 고종의 다섯째 아들 의친왕의 모친이다. 효종비 인선왕후의 아버지인 장유의 후손이며, 양력 1838년 10월 12일에 장좌근(張左根)의 딸로 태어났다. 
1877년 고종의 승은을 입어 의친왕을 낳았고, 1887년 10월 14일 사망했다.《매천야록》에 따르면 의친왕을 낳자마자 명성황후에 의해 궁에서 쫓겨나 10여 년 뒤 사망했다고 한다.
1900년(광무 4년) 9월 17일 숙원(淑媛)으로 추봉되었고, 다시 1906년(광무 10년)에 귀인(貴人)으로 추봉되었다.
초장지는 알 수 없으나 1911년 10월 6일 고양군 화양 모진2리로 이장하였다가, 1965년에 도시개발로 인해 경기도 고양시 덕양구 원당동 서삼릉 권역 내로 이장하였다. 다시 2009년 6월에는 남양주시 금곡동 홍유릉 권역 내 후궁 묘역으로 이장되었다.

## 가족 관계
- 양조부 : 장홍(張泓, 1784~1832)
- 생조부 : 장은(張溵, 1792~1827)
  - 부친 : 장좌근(張左根, 1819~?)
- 외조부 : 이복응(李復應)
  - 모친 : 전주 이씨(李氏, 1821~?)
    - 남편 : 고종
      - 아들 : 의친왕

## 귀인 장씨를 연기한 배우

### TV 드라마
- 신혜수 - 《대원군》(1990년, MBC)
- 이시은 - 《찬란한 여명》(1995년, KBS1)
- 이재은 - 《명성황후》(2001년, KBS2)

## 같이 보기
- 대한제국 고종
- 의친왕